# Adriatica Ionica Race 2018
L'Adriatica Ionica Race 2018 est la 1re édition de cette course cycliste sur route masculine. Elle a lieu du 20 au 24 juin 2018 en Italie, de Musile di Piave à Trieste. Elle figure au calendrier de l'UCI Europe Tour 2018 en catégorie 2.1. et comprend cinq étapes pour une distance total de 687,9km,,. 

## Présentation

### Équipes
| WorldTeams (5)- Bahrain-Merida - Dimension Data - Quick-Step Floors - Trek-Segafredo - UAE Team Emirates Équipes continentales professionnelles (7)- Androni Giocattoli-Sidermec - Bardiani CSF - Gazprom-RusVelo - Israel Cycling Academy - Nippo-Vini Fantini-Europa Ovini - Roompot-Nederlandse Loterij - Wilier Triestina-Selle Italia Équipes continentales (3)- Trevigiani Phonix-Hemus 1896 - Biesse Carrera Gavardo - Sangemini-MG.Kvis Équipe nationale- Italie |
| |

## Étapes
| Étape     | Date    | Villes étapes                    | type                         | Distance (km) | Vainqueur d'étape | Leader du classement général |
| --------- | ------- | -------------------------------- | ---------------------------- | ------------- | ----------------- | ---------------------------- |
| 1re étape | 20 juin | Musile di Piave – Lido di Jesolo | contre-la-montre par équipes | 23,3          | Quick-Step Floors | Elia Viviani                 |
| 2e étape  | 21 juin | Lido di Jesolo – Maser           | étape de moyenne montagne    | 152,5         | Elia Viviani      | Elia Viviani                 |
| 3e étape  | 22 juin | Mussolente – col de Giau         | étape de montagne            | 158,3         | Iván Sosa         | Iván Sosa                    |
| 4e étape  | 23 juin | San Vito di Cadore – Grado       | étape vallonnée              | 229,2         | Elia Viviani      | Iván Sosa                    |
| 5e étape  | 24 juin | Grado – Trieste                  | étape de moyenne montagne    | 124,6         | Elia Viviani      | Iván Sosa                    |

## Déroulement de la course

### 1reétape
| \| Classement de l'étape \| Classement de l'étape \| Classement de l'étape \| Classement de l'étape \| Classement de l'étape \| Classement de l'étape \| \| Équipe \| Équipe \| Pays \| Temps \| Écart de temps \| Vitesse moy. \| \| --------------------- \| --------------------------- \| --------------------- \| --------------------- \| --------------------- \| --------------------- \| \| 1re \| Quick-Step Floors \| Belgique \| 25 min 29 s \| 0 s \| 54.859 km/h \| \| 2e \| UAE Team Emirates \| Émirats arabes unis \| 25 min 43 s \| + 14 s \| 54.362 km/h \| \| 3e \| Trek-Segafredo \| États-Unis \| 25 min 45 s \| + 16 s \| 54.291 km/h \| \| 4e \| Dimension Data \| Afrique du Sud \| 26 min 03 s \| + 34 s \| 53.666 km/h \| \| 5e \| Gazprom-RusVelo \| Russie \| 26 min 07 s \| + 38 s \| 53.529 km/h \| \| 6e \| Bahrain-Merida \| Bahreïn \| 26 min 37 s \| + 1 min 08 s \| 52.523 km/h \| \| 7e \| Italie \| Italie \| 26 min 46 s \| + 1 min 17 s \| 52.229 km/h \| \| 8e \| Sangemini-MG.Kvis \| Italie \| 26 min 47 s \| + 1 min 18 s \| 52.197 km/h \| \| 9e \| Androni Giocattoli-Sidermec \| Italie \| 26 min 47 s \| + 1 min 18 s \| 52.197 km/h \| \| 10e \| Bardiani CSF \| Italie \| 26 min 51 s \| + 1 min 22 s \| 52.067 km/h \| |                             |                     |             |                |              |
| |                             |                     |             |                |              |
| Source : ProCyclingStats |                             |                     |             |                |              |
| Classement de l'étape |                             |                     |             |                |              |
| Équipe | Équipe                      | Pays                | Temps       | Écart de temps | Vitesse moy. |
| 1re | Quick-Step Floors           | Belgique            | 25 min 29 s | 0 s            | 54.859 km/h  |
| 2e | UAE Team Emirates           | Émirats arabes unis | 25 min 43 s | + 14 s         | 54.362 km/h  |
| 3e | Trek-Segafredo              | États-Unis          | 25 min 45 s | + 16 s         | 54.291 km/h  |
| 4e | Dimension Data              | Afrique du Sud      | 26 min 03 s | + 34 s         | 53.666 km/h  |
| 5e | Gazprom-RusVelo             | Russie              | 26 min 07 s | + 38 s         | 53.529 km/h  |
| 6e | Bahrain-Merida              | Bahreïn             | 26 min 37 s | + 1 min 08 s   | 52.523 km/h  |
| 7e | Italie                      | Italie              | 26 min 46 s | + 1 min 17 s   | 52.229 km/h  |
| 8e | Sangemini-MG.Kvis           | Italie              | 26 min 47 s | + 1 min 18 s   | 52.197 km/h  |
| 9e | Androni Giocattoli-Sidermec | Italie              | 26 min 47 s | + 1 min 18 s   | 52.197 km/h  |
| 10e | Bardiani CSF                | Italie              | 26 min 51 s | + 1 min 22 s   | 52.067 km/h  |

| \| Classement général \| Classement général \| Classement général \| Classement général \| Classement général \| \| Coureur \| Coureur \| Pays \| Équipe \| Temps \| \| ------------------ \| ------------------ \| ------------------ \| ------------------ \| ------------------ \| \| 1er \| Elia Viviani \| Italie \| Quick-Step Floors \| 25 min 29 s \| \| 2e \| James Knox \| Royaume-Uni \| Quick-Step Floors \| + 0 s \| \| 3e \| Davide Martinelli \| Italie \| Quick-Step Floors \| + 0 s \| \| 4e \| Jhonatan Narváez \| Équateur \| Quick-Step Floors \| + 0 s \| \| 5e \| Niki Terpstra \| Pays-Bas \| Quick-Step Floors \| + 0 s \| \| 6e \| Valerio Conti \| Italie \| UAE Team Emirates \| + 14 s \| \| 7e \| Simone Petilli \| Italie \| UAE Team Emirates \| + 14 s \| \| 8e \| Simone Consonni \| Italie \| UAE Team Emirates \| + 14 s \| \| 9e \| Manuele Mori \| Italie \| UAE Team Emirates \| + 14 s \| \| 10e \| Edward Ravasi \| Italie \| UAE Team Emirates \| + 14 s \| |                   |             |                   |             |
| |                   |             |                   |             |
| Source : ProCyclingStats |                   |             |                   |             |
| Classement général |                   |             |                   |             |
| Coureur | Coureur           | Pays        | Équipe            | Temps       |
| 1er | Elia Viviani      | Italie      | Quick-Step Floors | 25 min 29 s |
| 2e | James Knox        | Royaume-Uni | Quick-Step Floors | + 0 s       |
| 3e | Davide Martinelli | Italie      | Quick-Step Floors | + 0 s       |
| 4e | Jhonatan Narváez  | Équateur    | Quick-Step Floors | + 0 s       |
| 5e | Niki Terpstra     | Pays-Bas    | Quick-Step Floors | + 0 s       |
| 6e | Valerio Conti     | Italie      | UAE Team Emirates | + 14 s      |
| 7e | Simone Petilli    | Italie      | UAE Team Emirates | + 14 s      |
| 8e | Simone Consonni   | Italie      | UAE Team Emirates | + 14 s      |
| 9e | Manuele Mori      | Italie      | UAE Team Emirates | + 14 s      |
| 10e | Edward Ravasi     | Italie      | UAE Team Emirates | + 14 s      |

### 2eétape
| \| Classement de l'étape \| Classement de l'étape \| Classement de l'étape \| Classement de l'étape \| Classement de l'étape \| \| Coureur \| Coureur \| Pays \| Équipe \| Temps \| \| --------------------- \| --------------------- \| --------------------- \| ----------------------------- \| --------------------- \| \| 1er \| Elia Viviani \| Italie \| Quick-Step Floors \| 3 h 49 min 09 s \| \| 2e \| Simone Consonni \| Italie \| UAE Team Emirates \| + 0 s \| \| 3e \| Mihkel Räim \| Estonie \| Israel Cycling Academy \| + 0 s \| \| 4e \| Manuel Belletti \| Italie \| Androni Giocattoli-Sidermec \| + 0 s \| \| 5e \| Enrico Barbin \| Italie \| Bardiani CSF \| + 0 s \| \| 6e \| Giacomo Nizzolo \| Italie \| Trek-Segafredo \| + 0 s \| \| 7e \| Simone Velasco \| Italie \| Wilier Triestina-Selle Italia \| + 0 s \| \| 8e \| Sergey Shilov \| Russie \| Gazprom-RusVelo \| + 0 s \| \| 9e \| Kristian Sbaragli \| Italie \| Israel Cycling Academy \| + 0 s \| \| 10e \| Paolo Totò \| Italie \| Sangemini-MG.Kvis-Vega \| + 0 s \| |                   |         |                               |                 |
| |                   |         |                               |                 |
| Source : ProCyclingStats |                   |         |                               |                 |
| Classement de l'étape |                   |         |                               |                 |
| Coureur | Coureur           | Pays    | Équipe                        | Temps           |
| 1er | Elia Viviani      | Italie  | Quick-Step Floors             | 3 h 49 min 09 s |
| 2e | Simone Consonni   | Italie  | UAE Team Emirates             | + 0 s           |
| 3e | Mihkel Räim       | Estonie | Israel Cycling Academy        | + 0 s           |
| 4e | Manuel Belletti   | Italie  | Androni Giocattoli-Sidermec   | + 0 s           |
| 5e | Enrico Barbin     | Italie  | Bardiani CSF                  | + 0 s           |
| 6e | Giacomo Nizzolo   | Italie  | Trek-Segafredo                | + 0 s           |
| 7e | Simone Velasco    | Italie  | Wilier Triestina-Selle Italia | + 0 s           |
| 8e | Sergey Shilov     | Russie  | Gazprom-RusVelo               | + 0 s           |
| 9e | Kristian Sbaragli | Italie  | Israel Cycling Academy        | + 0 s           |
| 10e | Paolo Totò        | Italie  | Sangemini-MG.Kvis-Vega        | + 0 s           |

| \| Classement général \| Classement général \| Classement général \| Classement général \| Classement général \| \| Coureur \| Coureur \| Pays \| Équipe \| Temps \| \| ------------------ \| ------------------ \| ------------------ \| ------------------ \| ------------------ \| \| 1er \| Elia Viviani \| Italie \| Quick-Step Floors \| 4 h 14 min 28 s \| \| 2e \| Niki Terpstra \| Pays-Bas \| Quick-Step Floors \| + 10 s \| \| 3e \| Simone Consonni \| Italie \| UAE Team Emirates \| + 18 s \| \| 4e \| Edward Ravasi \| Italie \| UAE Team Emirates \| + 24 s \| \| 5e \| Simone Petilli \| Italie \| UAE Team Emirates \| + 24 s \| \| 6e \| Valerio Conti \| Italie \| UAE Team Emirates \| + 24 s \| \| 7e \| Giacomo Nizzolo \| Italie \| Trek-Segafredo \| + 26 s \| \| 8e \| Fabio Felline \| Italie \| Trek-Segafredo \| + 26 s \| \| 9e \| Nicola Conci \| Italie \| Trek-Segafredo \| + 26 s \| \| 10e \| Peter Stetina \| États-Unis \| Trek-Segafredo \| + 29 s \| |                 |            |                   |                 |
| |                 |            |                   |                 |
| Source : ProCyclingStats |                 |            |                   |                 |
| Classement général |                 |            |                   |                 |
| Coureur | Coureur         | Pays       | Équipe            | Temps           |
| 1er | Elia Viviani    | Italie     | Quick-Step Floors | 4 h 14 min 28 s |
| 2e | Niki Terpstra   | Pays-Bas   | Quick-Step Floors | + 10 s          |
| 3e | Simone Consonni | Italie     | UAE Team Emirates | + 18 s          |
| 4e | Edward Ravasi   | Italie     | UAE Team Emirates | + 24 s          |
| 5e | Simone Petilli  | Italie     | UAE Team Emirates | + 24 s          |
| 6e | Valerio Conti   | Italie     | UAE Team Emirates | + 24 s          |
| 7e | Giacomo Nizzolo | Italie     | Trek-Segafredo    | + 26 s          |
| 8e | Fabio Felline   | Italie     | Trek-Segafredo    | + 26 s          |
| 9e | Nicola Conci    | Italie     | Trek-Segafredo    | + 26 s          |
| 10e | Peter Stetina   | États-Unis | Trek-Segafredo    | + 29 s          |

### 3eétape
| \| Classement de l'étape \| Classement de l'étape \| Classement de l'étape \| Classement de l'étape \| Classement de l'étape \| \| Coureur \| Coureur \| Pays \| Équipe \| Temps \| \| --------------------- \| --------------------- \| --------------------- \| --------------------------- \| --------------------- \| \| 1er \| Iván Sosa \| Colombie \| Androni Giocattoli-Sidermec \| 4 h 40 min 42 s \| \| 2e \| Giulio Ciccone \| Italie \| Bardiani CSF \| + 37 s \| \| 3e \| Ben Hermans \| Belgique \| Israel Cycling Academy \| + 1 min 06 s \| \| 4e \| Edward Ravasi \| Italie \| UAE Team Emirates \| + 1 min 12 s \| \| 5e \| Pieter Weening \| Pays-Bas \| Roompot-Nederlandse Loterij \| + 1 min 29 s \| \| 6e \| Ildar Arslanov \| Russie \| Gazprom-RusVelo \| + 1 min 43 s \| \| 7e \| Gianluca Brambilla \| Italie \| Trek-Segafredo \| + 2 min 20 s \| \| 8e \| Peter Stetina \| États-Unis \| Trek-Segafredo \| + 2 min 27 s \| \| 9e \| Giovanni Carboni \| Italie \| Bardiani CSF \| + 2 min 39 s \| \| 10e \| Simone Petilli \| Italie \| UAE Team Emirates \| + 2 min 45 s \| |                    |            |                             |                 |
| |                    |            |                             |                 |
| Source : ProCyclingStats |                    |            |                             |                 |
| Classement de l'étape |                    |            |                             |                 |
| Coureur | Coureur            | Pays       | Équipe                      | Temps           |
| 1er | Iván Sosa          | Colombie   | Androni Giocattoli-Sidermec | 4 h 40 min 42 s |
| 2e | Giulio Ciccone     | Italie     | Bardiani CSF                | + 37 s          |
| 3e | Ben Hermans        | Belgique   | Israel Cycling Academy      | + 1 min 06 s    |
| 4e | Edward Ravasi      | Italie     | UAE Team Emirates           | + 1 min 12 s    |
| 5e | Pieter Weening     | Pays-Bas   | Roompot-Nederlandse Loterij | + 1 min 29 s    |
| 6e | Ildar Arslanov     | Russie     | Gazprom-RusVelo             | + 1 min 43 s    |
| 7e | Gianluca Brambilla | Italie     | Trek-Segafredo              | + 2 min 20 s    |
| 8e | Peter Stetina      | États-Unis | Trek-Segafredo              | + 2 min 27 s    |
| 9e | Giovanni Carboni   | Italie     | Bardiani CSF                | + 2 min 39 s    |
| 10e | Simone Petilli     | Italie     | UAE Team Emirates           | + 2 min 45 s    |

| \| Classement général \| Classement général \| Classement général \| Classement général \| Classement général \| \| Coureur \| Coureur \| Pays \| Équipe \| Temps \| \| ------------------ \| ------------------ \| ------------------ \| --------------------------- \| ------------------ \| \| 1er \| Iván Sosa \| Colombie \| Androni Giocattoli-Sidermec \| 8 h 56 min 28 s \| \| 2e \| Edward Ravasi \| Italie \| UAE Team Emirates \| + 18 s \| \| 3e \| Giulio Ciccone \| Italie \| Bardiani CSF \| + 45 s \| \| 4e \| Ildar Arslanov \| Russie \| Gazprom-RusVelo \| + 1 min 13 s \| \| 5e \| Peter Stetina \| États-Unis \| Trek-Segafredo \| + 1 min 38 s \| \| 6e \| Ben Hermans \| Belgique \| Israel Cycling Academy \| + 1 min 45 s \| \| 7e \| Simone Petilli \| Italie \| UAE Team Emirates \| + 1 min 51 s \| \| 8e \| Gianluca Brambilla \| Italie \| Trek-Segafredo \| + 1 min 54 s \| \| 9e \| Pieter Weening \| Pays-Bas \| Roompot-Nederlandse Loterij \| + 2 min 03 s \| \| 10e \| Valerio Conti \| Italie \| UAE Team Emirates \| + 2 min 03 s \| |                    |            |                             |                 |
| |                    |            |                             |                 |
| Source : ProCyclingStats |                    |            |                             |                 |
| Classement général |                    |            |                             |                 |
| Coureur | Coureur            | Pays       | Équipe                      | Temps           |
| 1er | Iván Sosa          | Colombie   | Androni Giocattoli-Sidermec | 8 h 56 min 28 s |
| 2e | Edward Ravasi      | Italie     | UAE Team Emirates           | + 18 s          |
| 3e | Giulio Ciccone     | Italie     | Bardiani CSF                | + 45 s          |
| 4e | Ildar Arslanov     | Russie     | Gazprom-RusVelo             | + 1 min 13 s    |
| 5e | Peter Stetina      | États-Unis | Trek-Segafredo              | + 1 min 38 s    |
| 6e | Ben Hermans        | Belgique   | Israel Cycling Academy      | + 1 min 45 s    |
| 7e | Simone Petilli     | Italie     | UAE Team Emirates           | + 1 min 51 s    |
| 8e | Gianluca Brambilla | Italie     | Trek-Segafredo              | + 1 min 54 s    |
| 9e | Pieter Weening     | Pays-Bas   | Roompot-Nederlandse Loterij | + 2 min 03 s    |
| 10e | Valerio Conti      | Italie     | UAE Team Emirates           | + 2 min 03 s    |

### 4eétape
| \| Classement de l'étape \| Classement de l'étape \| Classement de l'étape \| Classement de l'étape \| Classement de l'étape \| \| Coureur \| Coureur \| Pays \| Équipe \| Temps \| \| --------------------- \| --------------------------- \| --------------------- \| ------------------------------- \| --------------------- \| \| 1er \| Elia Viviani \| Italie \| Quick-Step Floors \| 5 h 14 min 56 s \| \| 2e \| Giacomo Nizzolo \| Italie \| Trek-Segafredo \| + 0 s \| \| 3e \| Álvaro Hodeg \| Colombie \| Quick-Step Floors \| + 0 s \| \| 4e \| Riccardo Minali \| Italie \| Italie \| + 0 s \| \| 5e \| Mark Renshaw \| Australie \| Dimension Data \| + 0 s \| \| 6e \| Reinardt Janse van Rensburg \| Afrique du Sud \| Dimension Data \| + 0 s \| \| 7e \| Simone Consonni \| Italie \| UAE Team Emirates \| + 0 s \| \| 8e \| Marco Canola \| Italie \| Nippo-Vini Fantini-Europa Ovini \| + 0 s \| \| 9e \| Mihkel Räim \| Estonie \| Israel Cycling Academy \| + 0 s \| \| 10e \| Jalel Duranti \| Italie \| Italie \| + 0 s \| |                             |                |                                 |                 |
| |                             |                |                                 |                 |
| Source : ProCyclingStats |                             |                |                                 |                 |
| Classement de l'étape |                             |                |                                 |                 |
| Coureur | Coureur                     | Pays           | Équipe                          | Temps           |
| 1er | Elia Viviani                | Italie         | Quick-Step Floors               | 5 h 14 min 56 s |
| 2e | Giacomo Nizzolo             | Italie         | Trek-Segafredo                  | + 0 s           |
| 3e | Álvaro Hodeg                | Colombie       | Quick-Step Floors               | + 0 s           |
| 4e | Riccardo Minali             | Italie         | Italie                          | + 0 s           |
| 5e | Mark Renshaw                | Australie      | Dimension Data                  | + 0 s           |
| 6e | Reinardt Janse van Rensburg | Afrique du Sud | Dimension Data                  | + 0 s           |
| 7e | Simone Consonni             | Italie         | UAE Team Emirates               | + 0 s           |
| 8e | Marco Canola                | Italie         | Nippo-Vini Fantini-Europa Ovini | + 0 s           |
| 9e | Mihkel Räim                 | Estonie        | Israel Cycling Academy          | + 0 s           |
| 10e | Jalel Duranti               | Italie         | Italie                          | + 0 s           |

| \| Classement général \| Classement général \| Classement général \| Classement général \| Classement général \| \| Coureur \| Coureur \| Pays \| Équipe \| Temps \| \| ------------------ \| ------------------ \| ------------------ \| --------------------------- \| ------------------ \| \| 1er \| Iván Sosa \| Colombie \| Androni Giocattoli-Sidermec \| 14 h 11 min 30 s \| \| 2e \| Giulio Ciccone \| Italie \| Bardiani CSF \| + 45 s \| \| 3e \| Ildar Arslanov \| Russie \| Gazprom-RusVelo \| + 1 min 13 s \| \| 4e \| Edward Ravasi \| Italie \| UAE Team Emirates \| + 1 min 44 s \| \| 5e \| Valerio Conti \| Italie \| UAE Team Emirates \| + 1 min 57 s \| \| 6e \| Pieter Weening \| Pays-Bas \| Roompot-Nederlandse Loterij \| + 2 min 03 s \| \| 7e \| Giovanni Carboni \| Italie \| Bardiani CSF \| + 2 min 53 s \| \| 8e \| Peter Stetina \| États-Unis \| Trek-Segafredo \| + 3 min 04 s \| \| 9e \| Simone Petilli \| Italie \| UAE Team Emirates \| + 3 min 17 s \| \| 10e \| Gianluca Brambilla \| Italie \| Trek-Segafredo \| + 3 min 20 s \| |                    |            |                             |                  |
| |                    |            |                             |                  |
| Source : ProCyclingStats |                    |            |                             |                  |
| Classement général |                    |            |                             |                  |
| Coureur | Coureur            | Pays       | Équipe                      | Temps            |
| 1er | Iván Sosa          | Colombie   | Androni Giocattoli-Sidermec | 14 h 11 min 30 s |
| 2e | Giulio Ciccone     | Italie     | Bardiani CSF                | + 45 s           |
| 3e | Ildar Arslanov     | Russie     | Gazprom-RusVelo             | + 1 min 13 s     |
| 4e | Edward Ravasi      | Italie     | UAE Team Emirates           | + 1 min 44 s     |
| 5e | Valerio Conti      | Italie     | UAE Team Emirates           | + 1 min 57 s     |
| 6e | Pieter Weening     | Pays-Bas   | Roompot-Nederlandse Loterij | + 2 min 03 s     |
| 7e | Giovanni Carboni   | Italie     | Bardiani CSF                | + 2 min 53 s     |
| 8e | Peter Stetina      | États-Unis | Trek-Segafredo              | + 3 min 04 s     |
| 9e | Simone Petilli     | Italie     | UAE Team Emirates           | + 3 min 17 s     |
| 10e | Gianluca Brambilla | Italie     | Trek-Segafredo              | + 3 min 20 s     |

### 5eétape
| \| Classement de l'étape \| Classement de l'étape \| Classement de l'étape \| Classement de l'étape \| Classement de l'étape \| \| Coureur \| Coureur \| Pays \| Équipe \| Temps \| \| --------------------- \| --------------------- \| --------------------- \| ------------------------------- \| --------------------- \| \| 1er \| Elia Viviani \| Italie \| Quick-Step Floors \| 2 h 27 min 48 s \| \| 2e \| Mark Cavendish \| Royaume-Uni \| Dimension Data \| + 0 s \| \| 3e \| Riccardo Minali \| Italie \| Astana \| + 0 s \| \| 4e \| Álvaro Hodeg \| Colombie \| Quick-Step Floors \| + 0 s \| \| 5e \| Luca Pacioni \| Italie \| Wilier Triestina-Selle Italia \| + 0 s \| \| 6e \| Simone Consonni \| Italie \| UAE Team Emirates \| + 0 s \| \| 7e \| Manuel Belletti \| Italie \| Androni Giocattoli-Sidermec \| + 0 s \| \| 8e \| Giacomo Nizzolo \| Italie \| Trek-Segafredo \| + 0 s \| \| 9e \| Marco Canola \| Italie \| Nippo-Vini Fantini-Europa Ovini \| + 0 s \| \| 10e \| Matteo Trentin \| Italie \| Mitchelton-Scott \| + 0 s \| |                 |             |                                 |                 |
| |                 |             |                                 |                 |
| Source : ProCyclingStats |                 |             |                                 |                 |
| Classement de l'étape |                 |             |                                 |                 |
| Coureur | Coureur         | Pays        | Équipe                          | Temps           |
| 1er | Elia Viviani    | Italie      | Quick-Step Floors               | 2 h 27 min 48 s |
| 2e | Mark Cavendish  | Royaume-Uni | Dimension Data                  | + 0 s           |
| 3e | Riccardo Minali | Italie      | Astana                          | + 0 s           |
| 4e | Álvaro Hodeg    | Colombie    | Quick-Step Floors               | + 0 s           |
| 5e | Luca Pacioni    | Italie      | Wilier Triestina-Selle Italia   | + 0 s           |
| 6e | Simone Consonni | Italie      | UAE Team Emirates               | + 0 s           |
| 7e | Manuel Belletti | Italie      | Androni Giocattoli-Sidermec     | + 0 s           |
| 8e | Giacomo Nizzolo | Italie      | Trek-Segafredo                  | + 0 s           |
| 9e | Marco Canola    | Italie      | Nippo-Vini Fantini-Europa Ovini | + 0 s           |
| 10e | Matteo Trentin  | Italie      | Mitchelton-Scott                | + 0 s           |

## Classements finals

### Classement général
| \| Classement général \| Classement général \| Classement général \| Classement général \| Classement général \| \| Coureur \| Coureur \| Pays \| Équipe \| Temps \| \| ------------------ \| ------------------ \| ------------------ \| --------------------------- \| ------------------ \| \| 1er \| Iván Sosa \| Colombie \| Androni Giocattoli-Sidermec \| 16 h 39 min 22 s \| \| 2e \| Giulio Ciccone \| Italie \| Bardiani CSF \| + 41 s \| \| 3e \| Ildar Arslanov \| Russie \| Gazprom-RusVelo \| + 1 min 18 s \| \| 4e \| Edward Ravasi \| Italie \| UAE Team Emirates \| + 1 min 40 s \| \| 5e \| Valerio Conti \| Italie \| UAE Team Emirates \| + 1 min 57 s \| \| 6e \| Pieter Weening \| Pays-Bas \| Roompot-Nederlandse Loterij \| + 2 min 08 s \| \| 7e \| Giovanni Carboni \| Italie \| Bardiani CSF \| + 2 min 53 s \| \| 8e \| Peter Stetina \| États-Unis \| Trek-Segafredo \| + 3 min 09 s \| \| 9e \| Simone Petilli \| Italie \| UAE Team Emirates \| + 3 min 17 s \| \| 10e \| Gianluca Brambilla \| Italie \| Trek-Segafredo \| + 3 min 20 s \| |                    |            |                             |                  |
| |                    |            |                             |                  |
| Source : ProCyclingStats |                    |            |                             |                  |
| Classement général |                    |            |                             |                  |
| Coureur | Coureur            | Pays       | Équipe                      | Temps            |
| 1er | Iván Sosa          | Colombie   | Androni Giocattoli-Sidermec | 16 h 39 min 22 s |
| 2e | Giulio Ciccone     | Italie     | Bardiani CSF                | + 41 s           |
| 3e | Ildar Arslanov     | Russie     | Gazprom-RusVelo             | + 1 min 18 s     |
| 4e | Edward Ravasi      | Italie     | UAE Team Emirates           | + 1 min 40 s     |
| 5e | Valerio Conti      | Italie     | UAE Team Emirates           | + 1 min 57 s     |
| 6e | Pieter Weening     | Pays-Bas   | Roompot-Nederlandse Loterij | + 2 min 08 s     |
| 7e | Giovanni Carboni   | Italie     | Bardiani CSF                | + 2 min 53 s     |
| 8e | Peter Stetina      | États-Unis | Trek-Segafredo              | + 3 min 09 s     |
| 9e | Simone Petilli     | Italie     | UAE Team Emirates           | + 3 min 17 s     |
| 10e | Gianluca Brambilla | Italie     | Trek-Segafredo              | + 3 min 20 s     |